# Riječni promet
Riječni promet je vrsta prometa razvijena na velikim, mirnim rijekama, koje protječu naseljenim krajevima.

Osobito velik promet imaju rijeke koje teku industrijskim predjelima (Rajna, Dunav, Majna...). Plovnost rijeka nadovezuje se i kanalima, pa tako spojene rijeke imaju osobito veliki prometni značaj. 
U Europi ukupno oko 5% prijevoznih usluge pruža riječni promet. U nekim europskim zemljama je postotak je veći.U Njemačkoj je oko 10,1%,  14,3% u Belgiji a u Nizozemskoj čak 14,9%. 
Riječni promet je energetski najekonomičniji način prijevoza. Brod od 1000 tona kapaciteta prevoziti onoliko koliko četrdeset kamiona ili teretni vlak.
Riječni teretni brodovi se rabe za prijevoz kontejnera, ugljena, rude, poljoprivrednih proizvoda, nafte ,naftnih derivata, pijeska,šljunka i dr.

## Vanjske poveznice
- Promet unutarnjim vodama Hrvatska tehnička enciklopedija, portal hrvatske tehničke baštine. LZMK